# Талса (округ, Оклахома)
Шаблон:StateAbbr_ 36°07′ пн. ш. 95°56′ зх. д. / 36.12° пн. ш. 95.94° зх. д.
Округ  Талса (англ. Tulsa County) — округ (графство) у штаті  Оклахома, США. Ідентифікатор округу 40143.

## Історія
Округ утворений 1905 року.

## Демографія
За даними перепису 
2000 року 
загальне населення округу становило 563299 осіб, зокрема міського населення було 536793, а сільського — 26506.
Серед мешканців округу чоловіків було 273230, а жінок — 290069. В окрузі було 226892 домогосподарства, 147316 родин, які мешкали в 243953 будинках.
Середній розмір родини становив 3,03.
Віковий розподіл населення поданий у таблиці:
| Стать    | До 15 років | 15-21 | 22-29 | 30-39 | 40-49 | 50-65 | 65-85 | Понад 85 |
| -------- | ----------- | ----- | ----- | ----- | ----- | ----- | ----- | -------- |
| Чоловіки | 63089       | 28809 | 33021 | 42311 | 41706 | 38141 | 24066 | 2087     |
| Жінки    | 60607       | 27704 | 32756 | 42158 | 43818 | 42444 | 34613 | 5969     |

## Суміжні округи
- Вашингтон — північ
- Роджерс — північний схід
- Вагонер — південний схід
- Окмалгі — південь
- Крік — захід
- Поні — північний захід
- Осадж — північний захід

## Виноски
1. ↑  U.S. Decennial Census. United States Census Bureau. Архів оригіналу за 12 травня 2015. Процитовано 22 лютого 2015.
2. ↑  Historical Census Browser. University of Virginia Library. Архів оригіналу за 11 серпня 2012. Процитовано 22 лютого 2015.
3. ↑  Forstall, Richard L., ред. (27 березня 1995). Population of Counties by Decennial Census: 1900 to 1990. United States Census Bureau. Архів оригіналу за 19 лютого 2015. Процитовано 22 лютого 2015.
4. ↑  Census 2000 PHC-T-4. Ranking Tables for Counties: 1990 and 2000 (PDF). United States Census Bureau. 2 квітня 2001. Архів оригіналу (PDF) за 18 грудня 2014. Процитовано 22 лютого 2015.
5. ↑  State & County QuickFacts. United States Census Bureau. Архів оригіналу за 21 липня 2011. Процитовано 13 листопада 2013. [Архівовано 2011-06-06 у Wayback Machine.](англ.) Наведено за англійською вікіпедією.
6. ↑  American FactFinder. Бюро перепису населення США. Архів оригіналу за 26 лютого 2012. Процитовано 31 січня 2008. [Архівовано 2008-05-21 у Wayback Machine.]

| США | Це незавершена стаття з географії США. Ви можете допомогти проєкту, виправивши або дописавши її. |